# Summerfield (Luisiana)
Summerfield es un área no incorporada ubicada en la parroquia de Claiborne en el estado estadounidense de Luisiana. Fue fundada en 1868 por WR Kennedy. La comunidad tiene una iglesia bautista, fundada en 1881, y una iglesia metodista, fundada en 1876.

## Educación
La Junta Escolar de la parroquia de Claiborne opera Summerfield High School, una escuela secundaria de Pre-K–12, en Summerfield.

## Infraestructuras
El Servicio Postal de los Estados Unidos opera la pequeña oficina de correos de Summerfield. Carreteras como LA Hwy 9 y LA Alternate 2 atraviesan Summerfield, así como otras carreteras parroquiales rurales.

## Personalidades
- Karl Malone, jugador de baloncesto perteneciente al Hall of Fame, que jugó para la Louisiana Tech University y los Utah Jazz de la NBA, además de ganar dos oros olímpicos, nació aquí.
- Demetress Bell, jugador de fútbol americano, que jugó en varios equipos de la NFL, nació aquí.

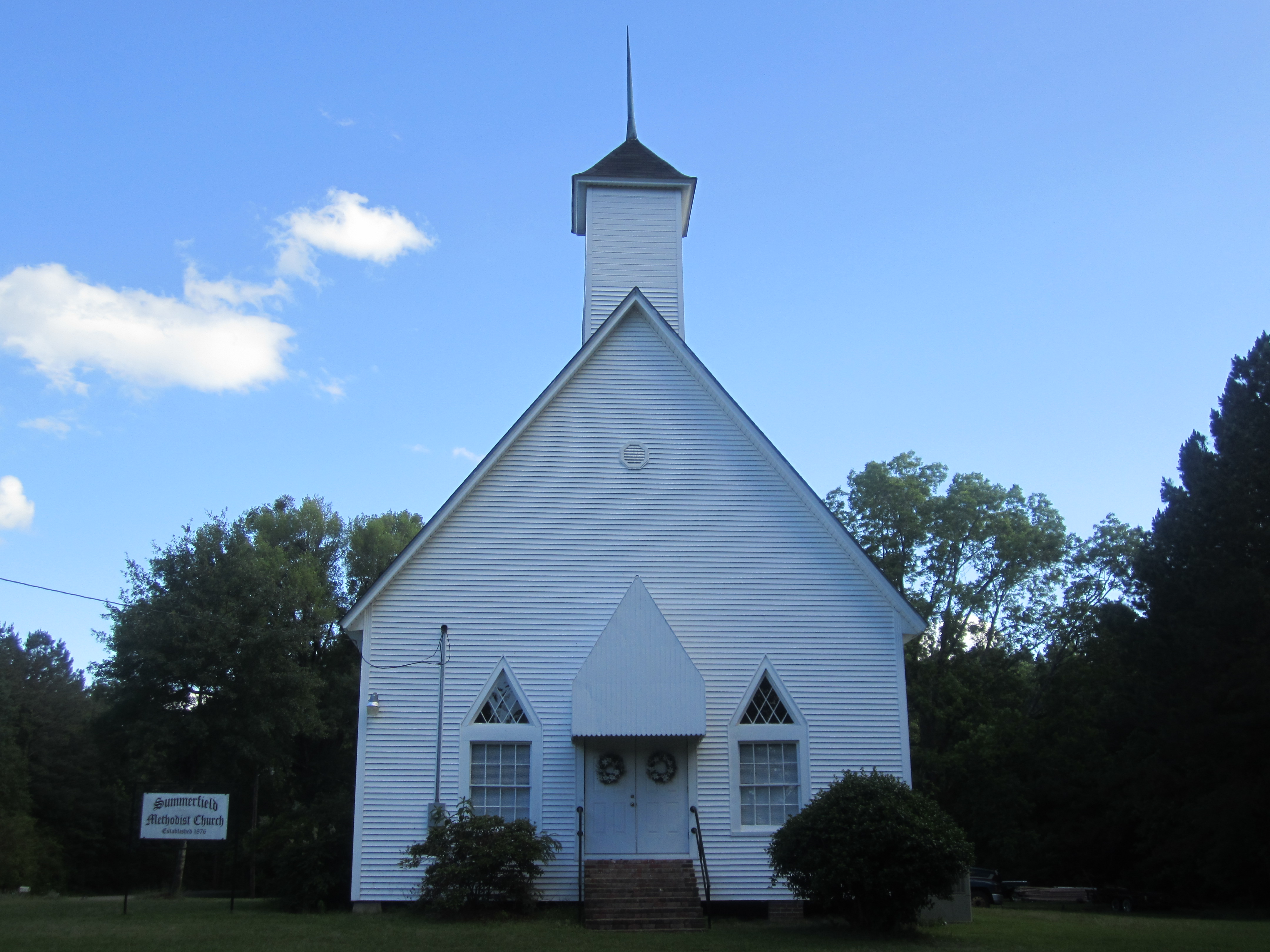
Iglesia Metodista de Summerfield.
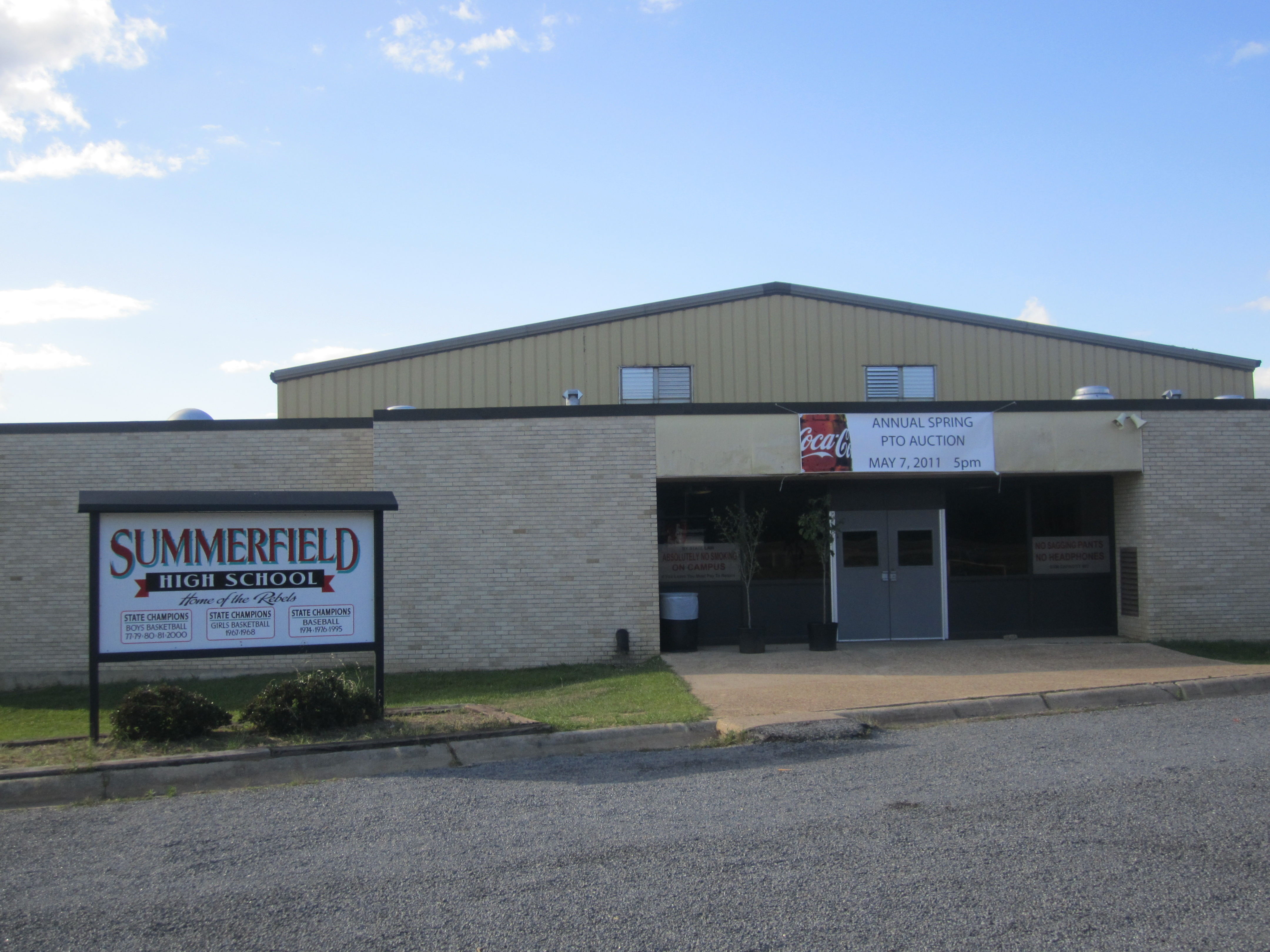
Instituto de Summerfield.
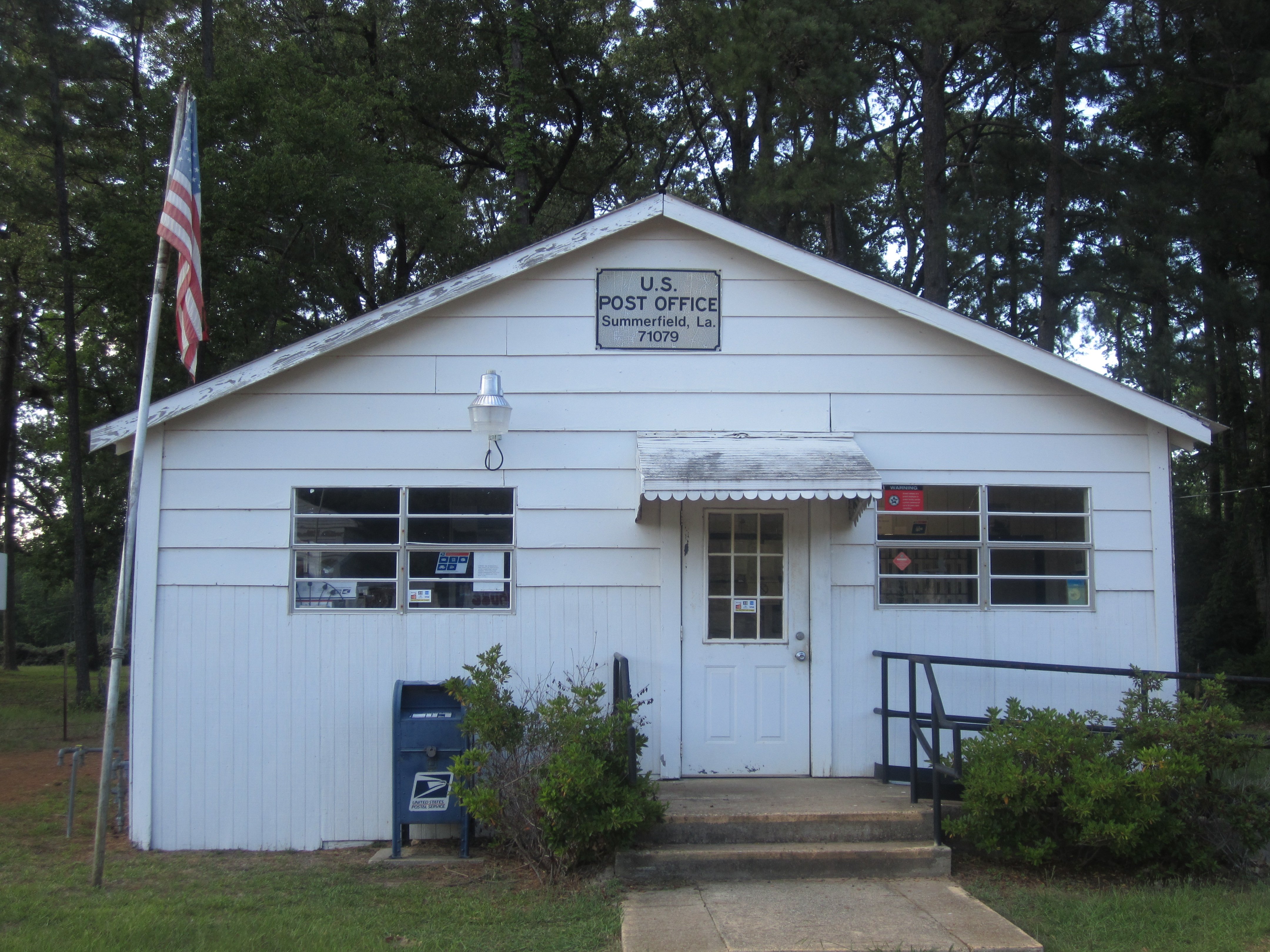
Oficina de correos.
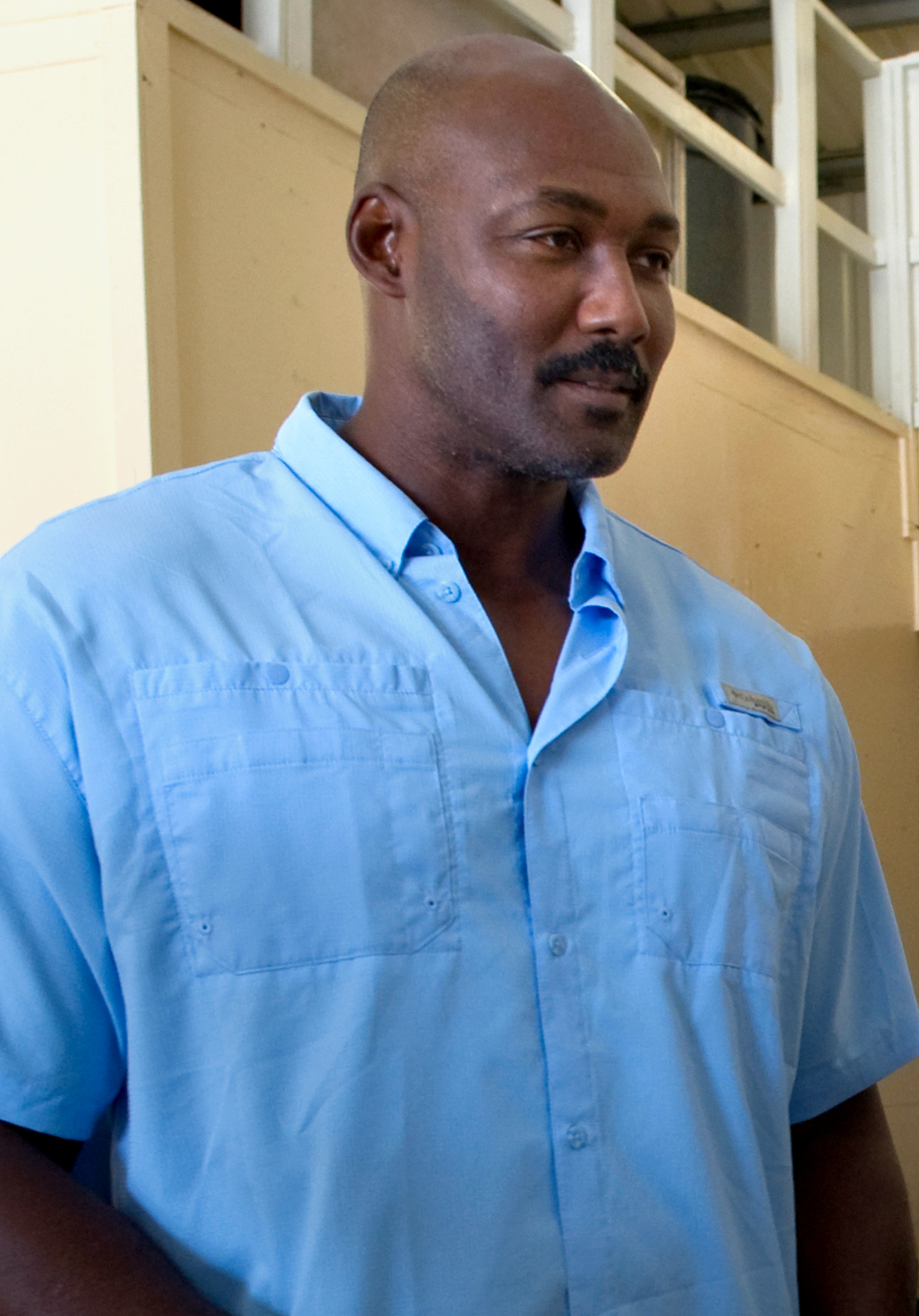
Karl Malone en 2011.